# Horná Dolná
A Horná Dolná (magyarra fordítva kb. Felsőalsó) egy szlovák vígjátéksorozat, amelyet a TV Markíza mutatott be. Első epizódja 2015. január 6-án került adásba, utolsó, nyolcadik évadát pedig 2022-ben mutatták be. Története egy fiktív szlovák falu történéseit meséli el, epizódról epizódra szituációs komédia módjára, esetenként bohózat-elemekkel. A sorozat epizódjait a szlovákiai Újlehotán forgatták.
A mi kis falunk című magyar televíziós sorozat a Horná Dolná sorozat dramaturgiáján alapszik. A két sorozat közötti különbség kezdetben árnyalatni volt, azonban a történet az évek során mindkét sorozatnál a saját útján haladt, így mára már jelentősen eltér.  Az első két évad epizódjainak cselekménye és történései szinte egy az egyben megegyeznek a szlovák és a magyar változatban, a harmadik évadtól kezdődően pedig már egyre több az önálló történet. Lengyelországban a sorozatot hangalámondással, Górka Dolna néven vetítették.

## Szereplők
- Peter Sklár mint Karol Frlajz, Horná Dolná polgármestere
- Petra Polnišová mint Erika Bednáriková, más néven "Kukurica", a polgármesteri hivatal kultúrfelelőse
- Zuzana Šebová mint Tereza Pekná, a helyi kocsmárosnő
- Peter Brajerčík mint Ladislav "Lacko" Frlajz, a polgármester félszeg unokaöccse, aki szerelmes Terezába
- Marek Majeský mint ifjabb Ján Chalupka, a helyi pap
- Michal Kubovčík mint Stanislav "Stano" Sojka, a helyi önkéntes rendőr
- Matej Landl mint Ondrej "Bystro" Bystriansky, traktoros
- Marta Sládečková mint Zdena Frlajzová, egykori szlovák tornász és Lacko édesanyja
- Dano Heriban mint Juraj "Ďuro" Brmbalík, a falu bikája és az ifi focicsapat edzője
- Štefan Kožka mint Dr. Ján Chalupka, a helyi állatorvos

### Mellékszereplők
- Roman Slanina mint Roman Orechovský "Kokos"
- Juraj Tabaček mint Tunelovský "Tunel"
- Dana Gudabová mint özvegy Melania Blažková
- Anežka Dominová mint Jolana Pirožková
- Mária Bagová mint Eva Bystrianska, Bystra felesége
- Andrea Martvoňová mint Adrika, Tunel felesége